# Belgian Post Group
Il Belgian Post Group o bpost è il principale operatore postale in Belgio, riconosciuto dall'Unione Postale Universale. Società anonima a capitali pubblici, si chiamava in precedenza La Poste in francese, De Post in olandese e Die Post in tedesco.

## Storia
In seguito all'indipendenza, nel 1830, le poste belghe divennero un servizio statale chiamato Administration de la poste; nel 1971 presero il nome di Régie des postes.
Nel 1992 la Régie des postes vide la propria ragione sociale modificata in La Poste (in francese), De Post (in fiammingo) e Die Post (in tedesco).
Nel 2010 la società annunciò un ulteriore cambio di nome e di marchio in vista della liberalizzazione dei servizi postali, prevista per l'anno successivo in Belgio e poi nell'Unione europea. Da allora la posta belga è diventata "bpost".
Nel 2020 la Bpost ha annunciato la vendita della sua partecipazione del 50% nella Bpost Banque alla BNP Paribas Fortis

## Attività
La società ha due attività principali:
- il trasporto e la distribuzione della posta;
- la gestione di una rete di uffici postali che distribuiscono, oltre ai prodotti postali, dei prodotti finanziari ed assicurativi forniti società filiali.

Bpost gode di un monopolio su certi servizi postali, che dal 2003 sono limitati alle spedizioni nazionali di meno di cento grammi ed a quelle internazionali in entrata dello stesso peso.
bpost realizza un fatturato annuale (2013) di 2,44 miliardi di euro, per un profitto prima della tassazione di 450 milioni di euro.

## Azionisti
Al 21 aprile 2019
| Nome                                | Azioni      | %     |
| Governo del Belgio                  | 102 075 649 | 51%   |
| DWS Investment                      | 5 283 732   | 2,64% |
| Norges Bank Investment Management   | 3 863 583   | 1,93% |
| The Vanguard Group                  | 2 651 240   | 1,33% |
| Degroof Petercam Asset Management   | 1 834 090   | 0,92% |
| Fideuram Asset Management (Ireland) | 1 297 059   | 0,65% |
| BlackRock Investment Management     | 1 204 141   | 0,60% |
| Dimensional Fund Advisors           | 1 104 988   | 0,55% |
| BlackRock Advisors                  | 1 084 628   | 0,54% |
| BlackRock Fund Advisors             | 889 024     | 0,44% |